# 1210 (фильм)
«1210» — фильм российского режиссёра Арсения Гончукова, повествующий о трагической истории ветерана афганской войны, тщетно ищущего справедливости от государства. Премьера фильма состоялась в 2012 году. Фильм был снят без участия государства, продюсеров и студий-производителей, на личные средства режиссёра и на деньги интернет-пользователей. Несмотря на это, фильм «1210» вышел в прокат в России и на Украине. Премьерные показы состоялись за рубежом.

## Сюжет
Николай Баранов, ветеран афганской войны, пытается выяснить причины отмены «ветеранской» надбавки к пенсии — тысячи двухсот десяти рублей. На протяжении фильма «маленький человек» упрямо пытается докопаться до сути и сохранить достоинство офицера, а зритель узнаёт о тех муках, которые мешают герою забыть о той войне. Страдающий от непонимания государства и общества, герой решается на страшный поступок, который вряд ли можно будет оправдать.

## В ролях
| актёр               | роль                     |
| ------------------- | ------------------------ |
| Роберт Вааб         | Николай Баранов          |
| Александр Сухинин   | Ильич                    |
| Виктор Немец        | Юшка                     |
| Юлия Дегтяренко     | Лена                     |
| Александр Гавриков  | Серега                   |
| Елизавета Лукьянова | дочь                     |
| Владимир Шинов      | «афганец»                |
| Артём Кобзев        | Санька — «чеченец»       |
| Николай Бутенин     | нищий                    |
| Алла Цуканова       | женщина в фонде (слева)  |
| Мария Головко       | женщина в фонде (справа) |
| Елена Елесина       | риэлтор                  |
| Александра Печкина  | помощник риэлтора        |

## Отзывы о фильме
- «Этот фильм набирает силу по мере приближения финала — горького, страшного, беспощадного… Разумеется, кино про „афганский синдром“ страны, не только не преодолённый, но и загнанный глубоко в подкорку нации, исподволь мучающий и саднящий, как рана. И самое обидное заключается вот ещё в чём: подобно тому, как герой этой ленты обманут государством в плане денег, так и фильм о нём вынужденно снят без какой-либо финансовой помощи всяких министерств, фондов и организаций, не может быть показан зрителям при участии прокатных компаний, которым глубоко наплевать на российское кино, особенно социальное». Сергей Кудрявцев, кинокритик.[1]
- «Неудивительно, что многие кинотеатры отказываются брать фильм для проката, — Гончуков бьёт в самую страшную точку. Причем бьёт, как я понимаю, и себя самого — иначе не снимал бы кино на свои собственные деньги и не был бы „сам себе продюсер“, „сам себе дистрибьютор“». Всеволод Коршунов, киновед
- «Картину „1210“ хочется сравнить с отчаянным криком души. На подобное сравнение наталкивает не только содержание ленты, но и обстоятельства её создания. Жёсткая и хлёсткая драма о злободневных социальных проблемах была сделана непомерными усилиями горстки пламенных энтузиастов кино на собственные скромные средства, без какой-либо поддержки со стороны государства или продюсеров.». Павел Орлов, кинокритик.
- «Это не кино, а „сплошное сердце“… Фильм „1210“ — это именно — не драма социальная, а трагедия. Отчётливая трагедия, в античном, и глубинном понимании — когда Рок, когда никто не виноват» Марина Кулакова, поэт.
- «Это — просто как обухом по голове. Так у нас давно не снимали ничего. Это шоково, это тяжело, но если это не кино, то тогда я не знаю, что такое кино…» Борис Петров, журналист.

## Пресса о фильме
- О фильме «1210» на радио «Бизнес FM»
- Фильм московского режиссёра с нижегородскими корнями покажут в Берлине NewsRoom24.ru
- Кто здесь: сценаристы. Арсений Гончуков Архивная копия от 23 января 2013 на Wayback Machine «Кинодраматург»
- Кинорежиссёр А.Гончуков: «Самое главное — это пробить стену равнодушия зрителя» Архивная копия от 1 февраля 2013 на Wayback Machine Интерфакс
- «Цвет неба, цвет травы» («Журнальный зал»  Архивная копия от 25 января 2013 на Wayback Machine)
- "Трагедия «правоты» («Богатей» ( Архивная копия от 27 сентября 2013 на Wayback Machine)
- «Прокат и продвижение независимого полнометражного фильма» (Podster  Архивная копия от 5 февраля 2013 на Wayback Machine)
- "Я хочу, чтобы каждый убил то, что заложено в словах: «Равнодушие рождает чудовищ» (PublicPost )
- «В холодной, жестокой Азии» («Нижегородские новости»  Архивная копия от 4 марта 2016 на Wayback Machine)
- «Арсений Гончуков: „Фильм сдвинул в людях какие-то пласты — Это важно…“»(«Взгляд»  Архивная копия от 5 марта 2016 на Wayback Machine)
- «Кино, как стихи» (интервью с Арсением Гончуковым) («Мегалит»  Архивная копия от 5 марта 2016 на Wayback Machine)
- «Глазами режиссёра: Съёмки — это военные действия» (Evita  Архивная копия от 20 ноября 2012 на Wayback Machine)
- Интервью с автором социальной драмы «1210» Арсением Гончуковым («Сними Фильм»  Архивная копия от 17 января 2013 на Wayback Machine)
- Кино без продюсеров — интервью с Константином Рассоловым (Lustgalm  Архивная копия от 4 марта 2016 на Wayback Machine)
- Опять «человека забыли»! («Новая газета»  Архивная копия от 16 августа 2016 на Wayback Machine)
- Интернет-пользователи сняли фильм (Variety )
- Спасение утопающих-дело рук самих утопающих («Модное место» )
- «С кино… это непростая история» (интервью с А.Гончуковым) («Про фото»  Архивная копия от 6 января 2013 на Wayback Machine)
- Кинорежиссёр Арсений Гончуков представил в Нижнем Новгороде премьеру своего фильма «1210» (НИА  Архивная копия от 23 марта 2013 на Wayback Machine)
- «Для меня кино сродни гуманитарной миссии» (интервью с А.Гончуковым) («Новая газета» )
- Фильм, который нельзя было снять (Cinefil  Архивная копия от 1 марта 2013 на Wayback Machine)
- О времени и чудовищах (Нижегородская правда )
- Фильм «1210» о бунте «маленького человека» появится на экранах кинотеатров в октябре (Интерфакс )
- В России выходит фильм «1210» о борьбе пенсионера со всей мощью государства за свои права («Московский комсомолец»  Архивная копия от 11 сентября 2012 на Wayback Machine)
- На экраны выйдет фильм «1210» о бунте «маленького человека» (Росбалт  Архивная копия от 28 декабря 2012 на Wayback Machine)
- Фильм «1210» о бунте «маленького человека» выходит в прокат в России и на Украине (NewsRoom24  Архивная копия от 28 февраля 2013 на Wayback Machine)
- Фильм нижегородского режиссёра Арсения Гончукова «1210» выходит в прокат в России и на Украине (Информация и факты — НН )
- В России и на Украине в прокат выходит социальная драма, снятая на деньги Интернета (Сними фильм  Архивная копия от 17 января 2013 на Wayback Machine)
- Фильм «1210», снятый на общественные деньги, выйдет в прокат (Югополис  Архивная копия от 25 февраля 2013 на Wayback Machine)
- Кинорежиссёр Арсений Гончуков в октябре представит в Нижнем Новгороде премьеру своего фильма «1210» (НИА  Архивная копия от 27 сентября 2012 на Wayback Machine)

## Награды и номинации
- X Международный кинофестиваль военно-патриотического фильма им. С. Ф. Бондарчука «Волоколамский рубеж», Волоколамск, 2013 — Специальный приз жюри
- VI Чебоксарский международный кинофестиваль, Приз «Анне» «За лучшее исполнение главной мужской роли», Россия, г. Чебоксары, 2013 г.
- Четвёртый международный фестиваль авторского кино «КИНОЛИКБЕЗ-4», Серебряный Жан-Люк «Маленький солдат» — за лучший фильм о войне;
- Фестиваль Департамента культуры г. Москва ГБУК «Московское кино» — «Панорама российского кино», диплом за «Лучшую премьеру в киноклубе „Трибуна“», (г. Москва), 2012 г.
- Конкурсная программа Международного кинофестиваля «ArtoDocs», (С.-Петербург), 2012 г.
- Конкурсная программа Международного фестиваля независимого кино «Дебошир Фильм — Чистые грёзы», (С.-Петербург), 2012 г.
- Конкурсная программа XI Международного фестиваля кинематографических дебютов «Дух Огня», (г. Ханты-Мансийск), 2013 г.
- Санкт-Петербургский международный кинофестиваль «Фестиваль Фестивалей», программа «Новое российское кино»;
- VII международный кинофестиваль им. Андрея Тарковского «Зеркало», программа «Свои. Новое кино России»;
- Международный фестиваль короткометражных фильмов «Кадр, Вперед!», г. Ярославль, 2013 г., фильм открытия.

## Факты
- 1210 — символичная цифра в фильме. Она встречается и в обозначенном размере «ветеранских» выплат, и в судьбоносной дате (12 октября), годовщине смерти сына главного героя.
- Фильм 1210 стал первым фильмом в истории российской киноиндустрии, который был снят на личные средства кинорежиссёра, при поддержке интернет-пользователей, и вышедший в официальный прокат. Кроме того, в десятках городов и нескольких странах были устроены премьерные показы фильма («самокат») с участием режиссёра. Все это было сделано без участия киностудий, дистрибьюторов, прокатчиков.
- Все актёры картины 1210 — профессиональные артисты, при этом, как и съёмочная группа, они работали без гонораров.